# Christoph Joseph Holland
Christoph Joseph Holland (lub Hollandt, ur. przed 24 lutego 1665 (data chrztu) w Braniewie, zm. 30 listopada 1713 w Ołomuńcu) – prawnik, profesor Akademii w Ołomuńcu, autor publikacji prawniczych.

## Życiorys
Urodził się w Braniewie, w rodzinie malarza Christopha oraz Barbary z domu Meisner. Ochrzczony został 24 lutego 1665 w kościele parafialnym Starego Miasta pw. św. Katarzyny. Studiował filozofię w Akademii w Ołomuńcu oraz prawo na Uniwersytetach we Wiedniu i Pradze. Był uczniem prof. Johanna Christopha Schambogena. Uzyskał stopień doktora obojga praw. W 1696 otrzymał stanowisko profesora (privat-professur) Akademii w Ołomuńcu. Wykładał między innymi prawo kanoniczne, prawo rzymskie i pandektystykę. Z powodu poglądów głoszonych na wykładach z prawa kanonicznego popadł w długotrwały spór z jezuitami. W 1707 przeszedł na emeryturę.

## Publikacje
Opublikował szereg prac, głównie z zakresu prawa, m.in.:
- Elogium funebre, Super Obitu Praenobilis ac ..., 1693
- Panegyricae Exequiae, Piis Manibus Praenobilis, Generosi Ac Consultissimi Domini Joannis Danielis Klobicz De Buczina, 1694
- Vetero-Pragensis Urbis Viri Consularis, Civicae Legionis Capitanei, V. Februarii Anno M.DC.XCIV. Pragae in Domino defuncti, 1694
- Fertilis virtutum et facetiarum autumnus, 1696
- Constans In Virtutis Studio Voluntas, Sive Prima Pro Die Lunae Publica Lectio Juridica, e Corpore Eucharistico, Sacratiore Corpore Juridico S. Ivoni, Divinissimo…, 1702
- Mysterium Divinissimae Incarnationis Sive Sexta Pro Die Sabbati Publica Lectio Juridica, .. Sancto Ivoni..., Proposita Pro Anno MDCCVI [1706]
- Examen juridicum ..., 1711